# 八一街道 (乌鲁木齐市)
八一街道，是中华人民共和国新疆维吾尔自治区乌鲁木齐市沙依巴克区下辖的一个乡镇级行政单位。

## 行政区划
八一街道下辖以下地区：
国道社区、瑞安社区、农大社区、电信社区、邮政社区、农科院社区、金阳社区、锦华苑社区、新北社区、哈密西路社区、老满城社区、博物馆社区、南昌路社区和南昌北路社区。